# Concerto per pianoforte e orchestra n. 18 (Mozart)
Il Concerto per pianoforte e orchestra n. 18 in Si bemolle maggiore, K. 456 è un'opera concertante per pianoforte e orchestra di Wolfgang Amadeus Mozart. Nel catalogo di Mozart delle proprie opere, questo concerto è datato 30 settembre 1784.

## Storia
Per anni la speculazione storica fu che Mozart avesse scritto questo concerto per Maria Teresa von Paradis, basata su una lettera scritta in quel periodo da Leopold Mozart a sua figlia Nannerl. Tuttavia Hermann Ullrich ha scartato questa teoria, in base alla data di inserimento nel catalogo di Mozart e al fatto che la von Paradis aveva lasciato Parigi all'inizio dell'ottobre 1784, il che indicava che non c'era tempo sufficiente per inviare alla von Paradis il concerto per l'esecuzione. Richard Maunder ha ribadito l'idea che Mozart avrebbe potuto ancora inviare il concerto a Parigi che sarebbe poi stato inoltrato alla von Paradis a Londra, dove era possibile che avesse eseguito il lavoro nel marzo del 1785.

## Struttura
L'opera è orchestrata per pianoforte solista, flauto, due oboi, due fagotti, due corni e archi. Il concerto è in tre movimenti:
1. Allegro vivace, 4⁄4
2. Andante, sol minore, 2⁄4
3. Allegro vivace, 6⁄8

Il movimento lento è un tema e variazioni. Martha Kingdon Ward ha commentato che il movimento lento di questo concerto contiene uno dei "più tranquilli" di tutti gli assoli di flauto di Mozart, in particolare nella variazione in sol maggiore.
M.S. Cole ha notato l'uso da parte di Mozart dei cambi di metro nel finale, a partire dalla misura 171, da 6⁄8 a 2⁄4 nei fiati, con il piano che segue alla misura 179. Questo cambiamento di tempo nei rondò finali era contrario alla pratica comune a quel tempo. Joel Galand ha eseguito un'analisi schenkeriana del finale del rondò ed ha notato caratteristiche come il suo nuovo uso del ♭ di II grado come chiave strettamente correlata.
Mozart ha scritto due diverse cadenze per il primo movimento. Joseph Swain ha eseguito un'analisi schenkeriana di ogni cadenza del primo movimento.

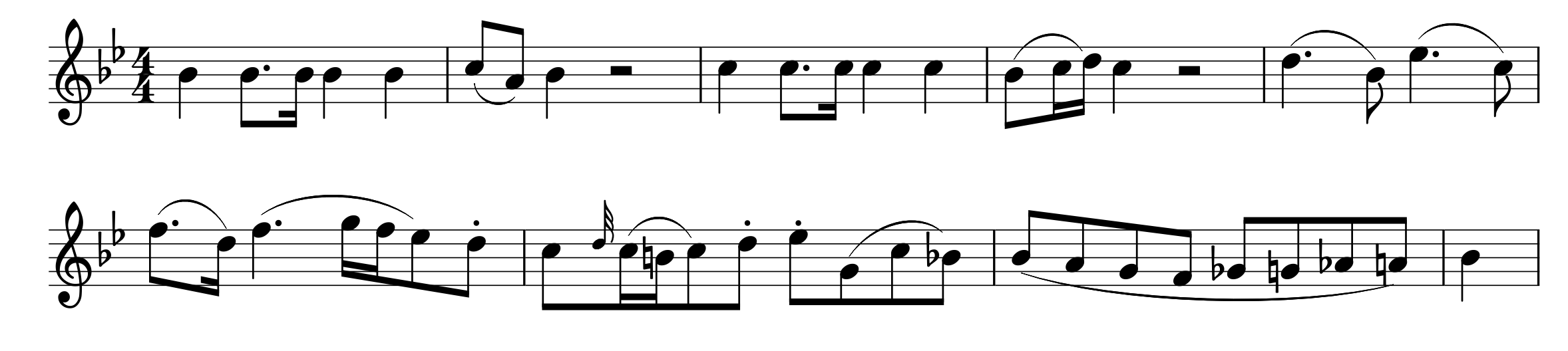
Il tema principale del primo movimento del concerto, mostrato qui attraverso le otto misure iniziali della prima parte per violino.